# Saint Joseph, Tennessee
 Saint Joseph är en ort i Lawrence County i delstaten Tennessee, USA.